# Lycium cestroides
Lycium cestroides är en potatisväxtart som beskrevs av Diederich Franz Leonhard von Schlechtendal. Lycium cestroides ingår i släktet bocktörnen, och familjen potatisväxter. Inga underarter finns listade i Catalogue of Life.